# Мері Тіндейл
Мері Дуглас Тіндейл (англ. Mary Douglas Tindale, 1920—2011) — австралійська ботанікиня, спеціалістка з птеридології, а також із родів Acacia та Glycine. Вона присвятила своє життя вивченню папоротей, і її ім'я значно пов'язане з цею групою безквіткових рослин.

## Життєпис
Тіндейл народилася в Рендвіку, Новий Південний Уельс, єдиною дитиною Джорджа Гарольда Тіндейла та Грейс Матильди Тіндейл. Вона відвідувала початкову школу в Нью-Йорку, поки її батько служив послом Великобританії в США. Вона повернулася до Сіднея, Австралія, щоб відвідати середню школу в Ебботслі.
Тіндейл отримала ступінь бакалавра наук в ботаніці з відзнакою Сіднейського університету, а також ступінь магістра в тому ж університеті. У 1944 році вона стала помічником ботаніка в Королівському ботанічному саду в Сіднеї, а з 1949 по 1951 рік працювала австралійським ботанічним офіцером у Королівському ботанічному саду в Кью. Отримавши ступінь доктора наук у Сіднейському університеті в 1964 році, її призначили першим головним науковим співробітником у громадських роботах Нового Південного Уельсу. Вона пішла на пенсію з садів у Сіднеї в 1983 році після 39 років служби там. Тіндейл помер у 2011 році.

## Дослідження
Тіндейл працювала над родами Glycine і Acacia. Тіндейл була авторкою 4-го видання книги «Флора Сіднейського регіону» (1994). Вона працювала в численних міжнародних комітетах з папоротей і була членом Спеціального комітету з птеридофітів Міжнародного бюро таксономії та номенклатури рослин з 1965 по 2005 рік. Крім того, вона була секретарем Комітету систематичної ботаніки ANZAAS. Автором 49 назв таксонів є Мері Дуглас Тіндейл, яка написала десять книг з ботаніки.

## Вшанування та відзнаки
- 1948 — Стипендія Ліннея Маклі (ботаніка), для навчання в Сіднейському університеті[10]
- 1968–1983 — редактор, Contributions from the New South Wales National Herbarium[7]

## Вибрані праці
- Tindale, M.D. 1962. A new species of the Acacia decurrens group from New South Wales. Contributions from the New South Wales National Herbarium 3(3): 127
- Tindale, M.D. 1963. Studies in Australian Pteridophytes. No. 4. Contributions from the New South Wales National Herbarium 3(4): 245–248
- Tindale, M.D. 1975. Notes on Australian taxa of Acacia No. 4. Telopea 1(1): 68–83. DOI:10.7751/telopea19753110
- Tindale, M.D. & Kodela, P.G. 1992. New species of Acacia (Fabaceae : Mimosoideae) from tropical Australia. Telopea 5(1) 53–66. DOI: 10.7751/telopea19924961
- Tindale, M.D. & Kodela, P.G. 1996. Acacia valida (Fabaceae, Mimosoideae), a new species from Western Australia and the Northern Territory, as well as the typification and revision of A. pachyphloia. Australian Systematic Botany 9(3): 307–317. DOI: 10.1071/SB9960307
- Tindale, M.D., Bedward, M. & Kodela, P.G. 1996. Acacia multistipulosa and A. rigescens (Fabaceae: Mimosoideae, Acacia sect. Juliflorae), two new species from the Northern Territory, Australia. Australian Systematic Botany 9(6): 859–866. DOI: 10.1071/SB9960859
- Pfeil, B.E. & Tindale, M.D. 2001. A review of the Glycine clandestina species complex (Fabaceae: Phaseolae) reveals two new species. Australian Systematic Botany 14: 891–900. DOI: 10.1071/SB00041